# جان كلود ماليت
جان كلود ماليت (بالفرنسية: Jean-Claude Mallet)‏ هو مسؤول فرنسي، ولد في 25 مارس 1955 في الدائرة السادسة عشرة في باريس في فرنسا.